# Simon Matifas de Bucy
Ne doit pas être confondu avec Simon de Bucy.
Simon Matifas de Bucy ou Buci est un prélat catholique français évêque de Paris mort en 1304.

## Biographie
Simon Matifas de Bucy vient du diocèse de Soissons. Il étudie le droit civil à Bologne, puis devient professeur au même endroit. Il est chanoine de la cathédrale Notre-Dame de Reims de 1269 à 1289, et y occupe la charge d’official entre 1269 et 1281. Il est archidiacre de Champagne de 1282 à 1289, puis résigne à sa charge. Il est élu évêque de Paris en février 1290, et le reste jusqu’à sa mort en juin 1304.
Il est également prévôt de l’Échiquier de Rouen, conseiller du Roi et chapelain du Pape.
Il n'a jamais été évêque de Soissons, contrairement à ce qu'indique, dans l’Épitaphier du vieux Paris, la transcription de l’inscription sur la colonne située à l’entrée de la chapelle.

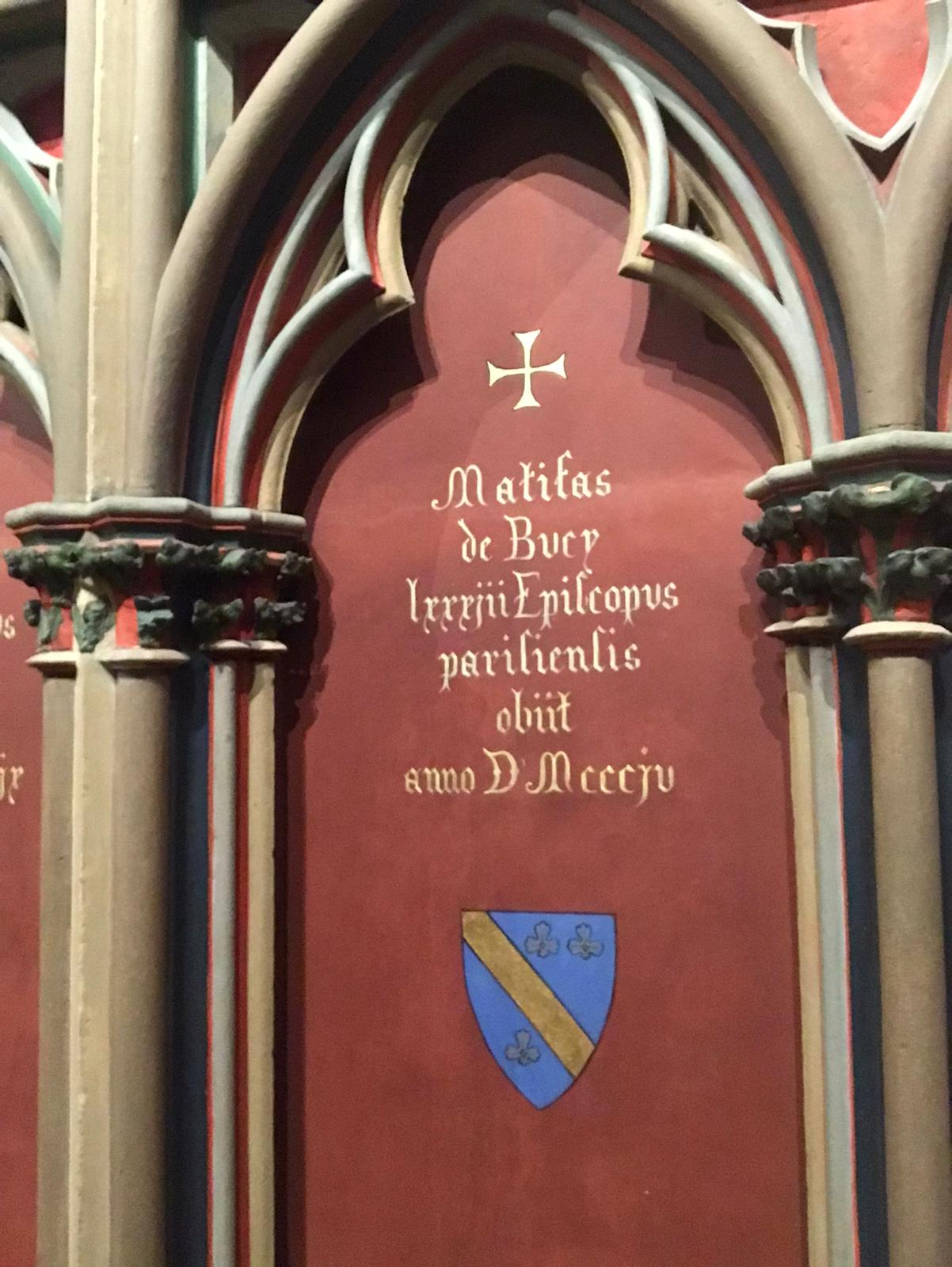
Matifas de Bucy mentionné sur un mur du chœur de la cathédrale Notre-Dame de Paris (janvier 2025).

En tant qu'évêque de Paris, et que bâtisseur de la cathédrale Notre-Dame de Paris, il se place en successeur de l'évêque Maurice de Sully (évêque de 1160 à 1193).

### Sépulture
Simon Matifas de Bucy est inhumé dans la chapelle Notre-Dame-des-Sept-Douleurs de la cathédrale Notre-Dame de Paris. Sa sépulture contient un gisant en marbre blanc dans le déambulatoire de l’église, entre les deux piliers les plus orientaux du rond-point, dans la chapelle Saint-Côme. Le gisant est classé objet Monument historique depuis 1905. Le gisant porte la mitre, ses mains sont croisées sur son bassin et revêtues de gants liturgiques. À ses pieds, on trouve un lion tourné vers sa droite. Sa sépulture contient également une colonne et une peinture murale. Une plaque commémorative est également classée au titre d'objet Monument historique.

Gisant de Simon Matifas de Bucy
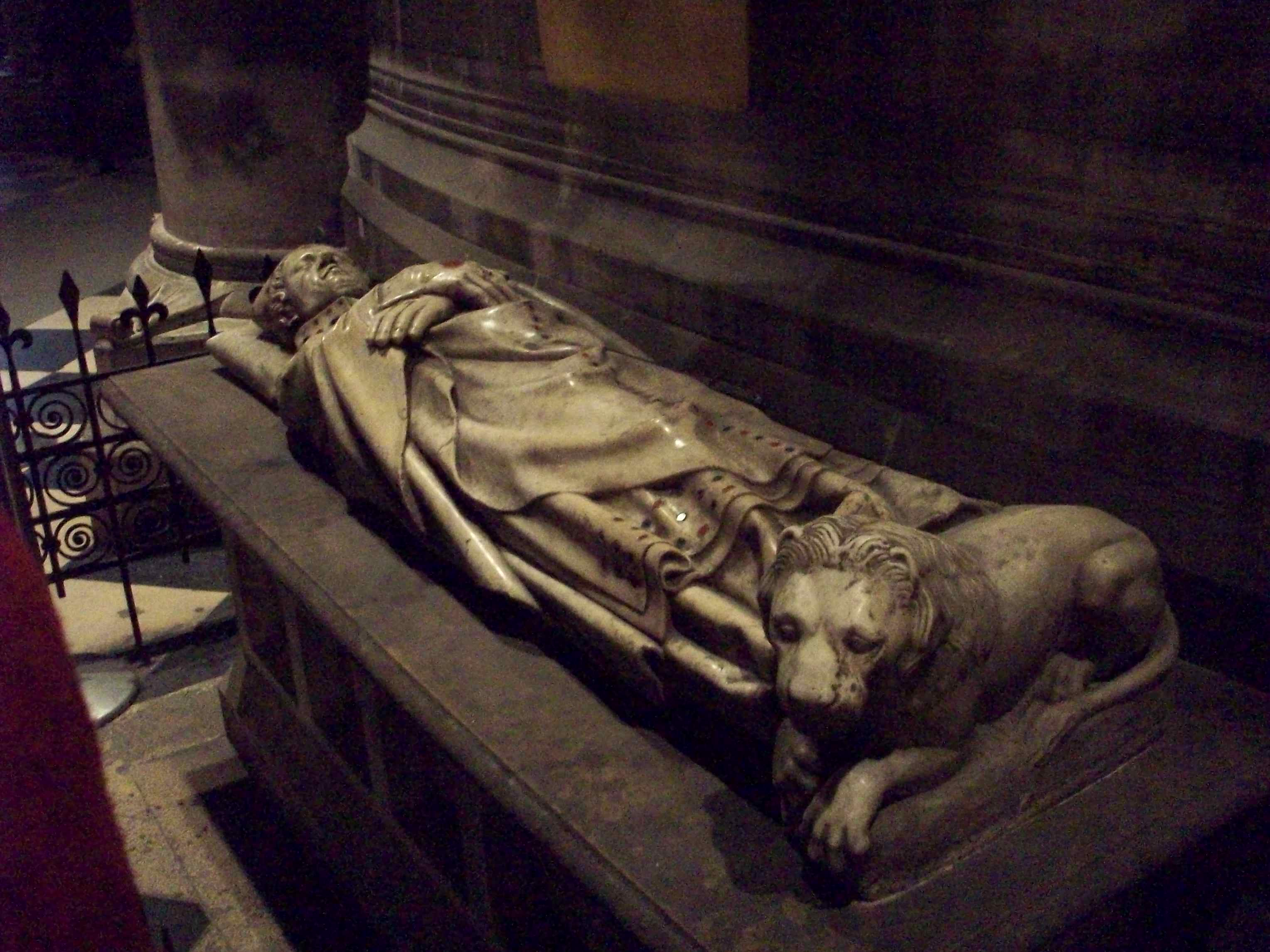
En 2012.
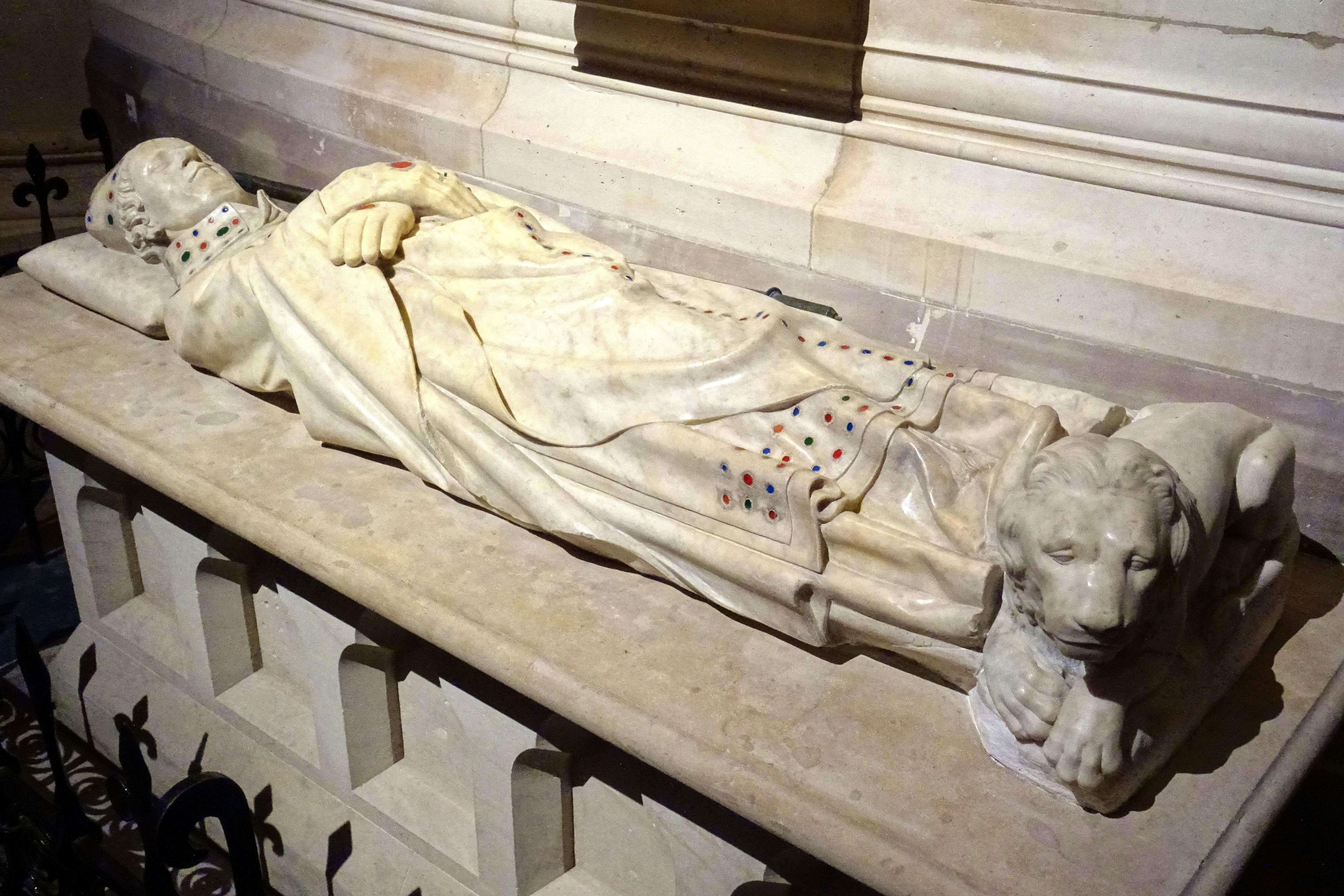
En 2025.